# Poble Andorrà (1994-1996)
Poble Andorrà, fou un diari andorrà de caràcter generalista, publicat entre els anys 1994 i 1996. Va tenir un total de 455 números. El primer s'edità el 14 de març del 1994 i el darrer l'11 de març del 1996.
Com a editora constava l'empresa Audiopress, propietat de Francesc i Anna Ruiz. La publicació no detalla cap director, però n'exercia com a tal Anna Ruiz. Ricard Poy i Julià Rodríguez constaven com a caps de redacció. Va sorgir com a continuació de la publicació llavors desapareguda Informacions diari.